# Gebberskreuz

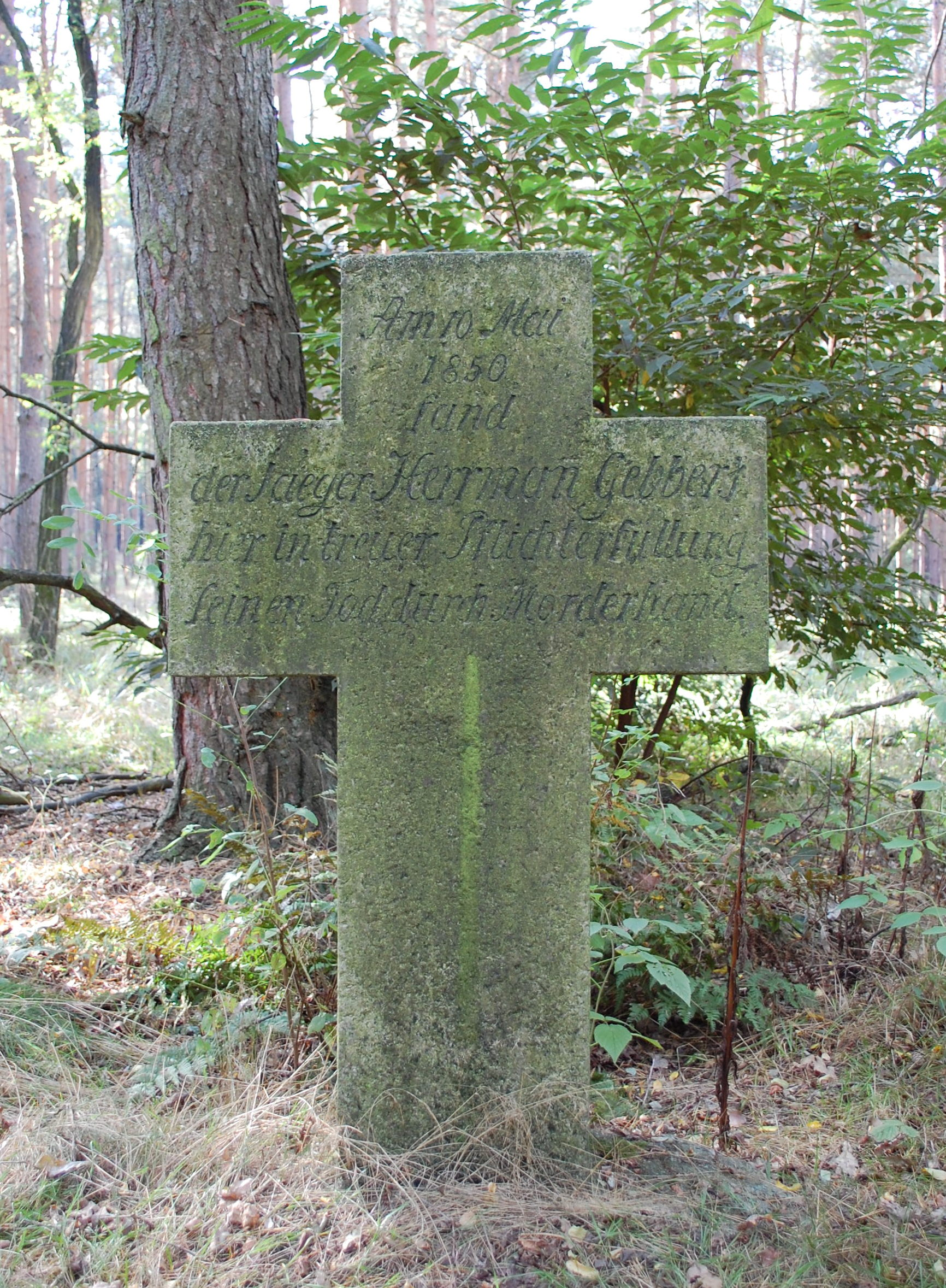
Gebberskreuz

Das Gebberskreuz ist ein denkmalgeschütztes Gedenkkreuz im Gebiet der Stadt Möckern in Sachsen-Anhalt.

## Lage
Es befindet sich im Wald nordöstlich der Ortslage von Möckern, östlich eines von der nordöstlich gelegen markanten Wegkreuzung Stern zur südwestlich gelegenen Ortschaft Lochow führenden Waldwegs.

## Gestaltung und Geschichte
Das Kreuz befindet sich an der Stelle, an der am 10. Mai 1850 der in preußischen Diensten stehende Jäger Herrman Gebbers von einem Wilderer ermordet wurde. In der zweiten Hälfte des 20. Jahrhunderts blieb das Kreuz weitgehend unbeachtet und ungepflegt. Es wurde dann Anfang des 21. Jahrhunderts auf Initiative des Heimatvereins Möckern die am Kreuz befindliche Inschrift restauriert. In der Nähe des Kreuzes wurde ein Rastplatz für Wanderer eingerichtet.
Das schlichte Kreuz ist aus Granit gefertigt. Es trägt die Inschrift:
Am 10. Mai

1850

fand

der Jaeger Herrman Gebbers

hier in treuer Pflichterfüllung

seinen Tod durch Mörderhand.
Im Denkmalverzeichnis der Stadt Möckern ist das Kreuz unter der Erfassungsnummer 094 71292 als Baudenkmal eingetragen. Das Denkmalverzeichnis gibt poetisch als Adresse tief im dunklen Waldesgrund und als Lage bei Lüttgenziatz an verwunschenem Orte an.